# 두더지속
두더지속(Mogera)은 두더지과에 속하는 포유류 속의 하나이다. 일본, 한국, 중국 동부 지역에 9종이 서식하고 있다.

## 하위 종
두더지속은 다음 종을 포함하고 있다.
- 에치고두더지 (Mogera etigo)
- 작은일본두더지 (Mogera imaizumii) - Mogera minor
- 인슐라두더지 (Mogera insularis)
- 카노두더지 (Mogera kanoana)
- 고베두더지 (Mogera kobeae)
- 두더지 (Mogera robusta)
- 도쿠다두더지 또는 사도두더지 (Mogera tokudae)
- 큰두더지 또는 일본두더지 (Mogera wogura)
- 센카쿠두더지 (Mogera uchidai)